# Ophthalmitis poliaria
Ophthalmitis poliaria là một loài bướm đêm trong họ Geometridae.